# Tournoi pré-olympique de football de 1975-1976
Navigation
Munich 1972 Moscou 1980
Le tournoi pré-olympique de football de 1975-1976 a eu pour but de désigner les 14 nations qualifiées pour participer au tournoi final de football, disputé lors des Jeux olympiques de Montréal en 1976. Médaillée d'or et tenante du titre, la Pologne est qualifiée d'office ainsi que le Canada en tant que pays hôte, ces deux nations complètent ainsi le total des 16 participants à la phase finale.
Sur 86 nations inscrites au départ, 77 pays originaires de cinq continents ont effectivement pris part aux matches de qualification, qui ont eu lieu du 23 février 1975 au 28 avril 1976, et étaient répartis entre les cinq confédérations comme suit :
- 20 équipes d'Europe (UEFA)
- 06 équipes d'Amérique du Sud (CONMEBOL)
- 14 équipes d'Amérique du Nord et d'Amérique centrale (CONCACAF)
- 15 équipes d'Asie (AFC)
- 22 équipes d'Afrique (CAF)

Cette édition des Jeux fut marquée par le boycott de 22 nations africaines qui protestent contre la présence de la Nouvelle-Zélande. Elles reprochent à cette dernière d'avoir envoyé son équipe de rugby participer à une tournée en Afrique du Sud, pays pratiquant l'apartheid. Dès lors, les trois nations africaines qualifiées, le Ghana, le Nigeria et la Zambie, se désistent pour raison politique, tout comme l'Uruguay pour d'autres motifs.

## Pays qualifiés
| Tournoi qualificatif           | Dates                               | Lieu            | Places | Qualifiés                                          |
| ------------------------------ | ----------------------------------- | --------------- | ------ | -------------------------------------------------- |
| Pays organisateur              |                                     |                 | 1      | Canada                                             |
| Tenant du titre                |                                     |                 | 1      | Pologne                                            |
| Tournoi pré-olympique UEFA     | du 2 avril 1975 au 14 avril 1976    | Itinérant       | 4      | Union soviétique Allemagne de l'Est Espagne France |
| Tournoi pré-olympique CONMEBOL | du 21 janvier au 1er février 1976   | Brésil          | 2      | Brésil Uruguay Argentine                           |
| Tournoi pré-olympique CONCACAF | du 16 mars 1975 au 25 avril 1976    | Itinérant       | 2      | Mexique Guatemala Cuba                             |
| Tournoi pré-olympique AFC      | du 20 août 1975 au 28 avril 1976    | Téhéran Jakarta | 3      | Iran Corée du Nord Israël                          |
| Tournoi pré-olympique CAF      | du 23 février 1975 au 18 avril 1976 | Itinérant       | 3      | Nigeria Ghana Zambie                               |
| Total                          |                                     |                 | 16     |                                                    |

## Résultats des qualifications par confédération
Dans les phases de qualification en groupe disputées selon le système de championnat, en cas d’égalité de points de plusieurs équipes à l'issue de la dernière journée, les critères suivants sont appliqués dans l'ordre indiqué pour établir leur classement :

- Meilleure différence de buts,
- Plus grand nombre de buts marqués.

Dans le système à élimination directe avec des matches aller et retour, en cas d'égalité parfaite au score cumulé des deux rencontres, les mesures suivantes sont d'application :

- Organisation de prolongations et, au besoin, d'une séance de tirs au but, si les deux équipes sont toujours à égalité au terme des prolongations (UEFA, CAF), ou
- Nécessité d'un match d'appui disputé sur terrain neutre (CONCACAF),
- La règle des buts marqués à l'extérieur n'est pas en vigueur.

### Europe (UEFA)
Le tournoi européen de qualification aux Jeux olympiques d'été de 1976 s'est déroulé en deux rondes entre le 2 avril 1975 et le 14 avril 1976. Le premier tour a été disputé entre quatre groupes de cinq équipes, à l'issue duquel deux nations s'étant qualifiées sur le terrain rejoignent un pays exempt au sein de chacune des poules pour la deuxième ronde. Les deux premiers qualifiés ont été déterminés à l'issue d'un système à élimination directe disputé en match aller-retour, en jouant si nécessaire une séance de tirs au but, à l'issue du temps réglementaire de la seconde rencontre, car la règle des buts marqués à l'extérieur n'est pas en vigueur. Au terme du second tour, l'Union soviétique, l'Allemagne de l'Est, l'Espagne et la France ont décroché leur participation au tournoi olympique.

#### Groupe 1

##### Premier tour
| Équipe 1    | Résultat | Équipe 2         | Aller | Retour |
| ----------- | -------- | ---------------- | ----- | ------ |
| Yougoslavie | 1 - 4    | Union soviétique | 1 - 1 | 0 - 3  |
| Finlande    | 4 - 6    | Norvège          | 3 - 5 | 1 - 1  |
|             | exempt   | Islande          | -     | -      |

##### Second tour
| Rang | Équipe           | Pts | J | G | N | P | Bp | Bc | Diff |  | Résultats (▼ dom., ► ext.) |     |     |     |
| ---- | ---------------- | --- | - | - | - | - | -- | -- | ---- |  | -------------------------- | --- | --- | --- |
| 1    | Union soviétique | 8   | 4 | 4 | 0 | 0 | 10 | 1  | +9   |  | Union soviétique           |     | 4-0 | 1-0 |
| 2    | Norvège          | 3   | 4 | 1 | 1 | 2 | 5  | 10 | -5   |  | Norvège                    | 1-3 |     | 3-2 |
| 3    | Islande          | 1   | 4 | 0 | 1 | 3 | 3  | 7  | -4   |  | Islande                    | 0-2 | 1-1 |     |

#### Groupe 2

##### Premier tour
| Équipe 1             | Résultat | Équipe 2           | Aller | Retour |
| -------------------- | -------- | ------------------ | ----- | ------ |
| Grèce                | 0 - 5    | Allemagne de l'Est | 0 - 1 | 0 - 4  |
| République d'Irlande | 1 - 3    | Tchécoslovaquie    | 1 - 2 | 0 - 1  |
|                      | exempt   | Autriche           | -     | -      |

##### Second tour
| Rang | Équipe             | Pts | J | G | N | P | Bp | Bc | Diff |  | Résultats (▼ dom., ► ext.) |     |     |     |
| ---- | ------------------ | --- | - | - | - | - | -- | -- | ---- |  | -------------------------- | --- | --- | --- |
| 1    | Allemagne de l'Est | 6   | 4 | 2 | 2 | 0 | 4  | 1  | +3   |  | Allemagne de l'Est         |     | 0-0 | 1-0 |
| 2    | Tchécoslovaquie    | 5   | 4 | 1 | 3 | 0 | 6  | 1  | +5   |  | Tchécoslovaquie            | 1-1 |     | 5-0 |
| 3    | Autriche           | 1   | 4 | 0 | 1 | 3 | 0  | 8  | -8   |  | Autriche                   | 0-2 | 0-0 |     |

#### Groupe 3

##### Premier tour
| Équipe 1             | Résultat | Équipe 2 | Aller | Retour |
| -------------------- | -------- | -------- | ----- | ------ |
| Allemagne de l’Ouest | 2 - 3    | Espagne  | 0 - 0 | 2 - 3  |
| Hongrie              | 2 - 4    | Bulgarie | 2 - 0 | 0 - 4  |
|                      | exempt   | Turquie  | -     | -      |

##### Second tour
| Rang | Équipe   | Pts | J | G | N | P | Bp | Bc | Diff |  | Résultats (▼ dom., ► ext.) |     |     |     |
| ---- | -------- | --- | - | - | - | - | -- | -- | ---- |  | -------------------------- | --- | --- | --- |
| 1    | Espagne  | 6   | 4 | 2 | 2 | 0 | 5  | 2  | +3   |  | Espagne                    |     | 2-1 | 2-0 |
| 2    | Bulgarie | 5   | 4 | 2 | 1 | 1 | 7  | 3  | +4   |  | Bulgarie                   | 1-1 |     | 3-0 |
| 3    | Turquie  | 1   | 4 | 0 | 1 | 3 | 0  | 7  | -7   |  | Turquie                    | 0-0 | 0-2 |     |

#### Groupe 4

##### Premier tour
| Équipe 1   | Résultat | Équipe 2 | Aller | Retour |
| ---------- | -------- | -------- | ----- | ------ |
| Luxembourg | 1 - 3    | Pays-Bas | 0 - 1 | 1 - 2  |
| Roumanie   | 6 - 1    | Danemark | 4 - 0 | 2 - 1  |
|            | exempt   | France   | -     | -      |

##### Second tour
| Rang | Équipe   | Pts | J | G | N | P | Bp | Bc | Diff |  | Résultats (▼ dom., ► ext.) |     |     |     |
| ---- | -------- | --- | - | - | - | - | -- | -- | ---- |  | -------------------------- | --- | --- | --- |
| 1    | France   | 6   | 4 | 3 | 0 | 1 | 11 | 5  | +6   |  | France                     |     | 4-0 | 4-2 |
| 2    | Roumanie | 6   | 4 | 3 | 0 | 1 | 9  | 5  | +4   |  | Roumanie                   | 1-0 |     | 5-1 |
| 3    | Pays-Bas | 0   | 4 | 0 | 0 | 4 | 5  | 15 | -10  |  | Pays-Bas                   | 2-3 | 0-3 |     |

### Amérique du Sud (CONMEBOL)
Le tournoi pré-olympique sud-américain s'est déroulé du 21 janvier au 1er février 1976 à Recife au Brésil. Les deux équipes les mieux classées, d'un groupe unique rassemblant les six nations participantes, étaient placées pour le tournoi olympique au terme d'une compétition à match unique entre chacun des adversaires. À l'issue de ces éliminatoires, le Brésil et l'Uruguay se sont qualifiées, cependant ce dernier s'est retiré et a été remplacé par Cuba après que l'Argentine ait décliné l'invitation.

#### Tournoi qualificatif
| Rang | Équipe    | Pts | J | G | N | P | Bp | Bc | Diff |  | Résultats (▼ dom., ► ext.) |  |     |     |     |     |     |
| ---- | --------- | --- | - | - | - | - | -- | -- | ---- |  | -------------------------- |  | --- | --- | --- | --- | --- |
| 1    | Brésil    | 9   | 5 | 4 | 1 | 0 | 12 | 2  | +10  |  | Brésil                     |  | 1-1 | 2-0 | 4-0 | 2-1 | 3-0 |
| 2    | Uruguay   | 7   | 5 | 2 | 3 | 0 | 9  | 4  | +5   |  | Uruguay                    |  |     | 2-0 | 2-2 | 1-1 | 3-0 |
| 3    | Argentine | 5   | 5 | 2 | 1 | 2 | 7  | 8  | -1   |  | Argentine                  |  |     |     | 2-2 | 2-1 | 3-1 |
| 4    | Colombie  | 4   | 5 | 1 | 2 | 2 | 5  | 9  | -4   |  | Colombie                   |  |     |     |     | 1-0 | 0-1 |
| 5    | Chili     | 3   | 5 | 1 | 1 | 3 | 5  | 7  | -2   |  | Chili                      |  |     |     |     |     | 2-1 |
| 6    | Pérou     | 2   | 5 | 1 | 0 | 4 | 3  | 11 | -8   |  | Pérou                      |  |     |     |     |     |     |

### Amérique du Nord, Amérique centrale et Caraïbes (CONCACAF)
Les tours de qualification et le tournoi pré-olympique de la CONCACAF ont eu lieu du 16 mars 1975 au 25 avril 1976 et ont permis au Mexique et au Guatemala de se qualifier pour le tournoi olympique. Cuba s'est ajouté à ceux-ci après que l'Argentine ait décliné l'invitation à remplacer l'Uruguay. Les trois derniers participants à la ronde finale continentale octroyant deux places qualificatives ont été déterminés dans les trois groupes réunissant les 14 nations inscrites à l'issue d'un système à élimination directe disputé en match aller-retour, en jouant si nécessaire un match d'appui sur terrain neutre en cas d'égalité parfaite au score cumulé car la règle des buts marqués à l'extérieur n'est pas en vigueur.

#### Zone Amérique du Nord (NAFU)

##### Premier tour
| Équipe 1 | Résultat | Équipe 2   | Aller | Retour |
| -------- | -------- | ---------- | ----- | ------ |
| Bermudes | 3 - 4    | États-Unis | 3 - 2 | 0 - 2  |
|          | exempt   | Mexique    | -     | -      |

##### Second tour
| Équipe 1 | Résultat | Équipe 2   | Aller | Retour |
| -------- | -------- | ---------- | ----- | ------ |
| Mexique  | 12 - 2   | États-Unis | 8 - 0 | 4 - 2  |

#### Zone Amérique Centrale (UNCAF)

##### Tour préliminaire
| Équipe 1 | Résultat | Équipe 2  | Aller | Retour |
| -------- | -------- | --------- | ----- | ------ |
| Salvador | 5 - 2    | Nicaragua | 4 - 0 | 1 - 2  |

##### Premier tour
| Équipe 1   | Résultat | Équipe 2  | Aller | Retour |
| ---------- | -------- | --------- | ----- | ------ |
| Honduras   | 0 - 2    | Guatemala | 0 - 0 | 0 - 2  |
| Costa Rica | 3 - 1    | Salvador  | 1 - 0 | 2 - 1  |

##### Second tour
| Équipe 1   | Résultat | Équipe 2  | Aller | Retour |
| ---------- | -------- | --------- | ----- | ------ |
| Costa Rica | 2 - 3    | Guatemala | 1 - 1 | 1 - 2  |

#### Zone Caraïbes (CFU)

##### Tour préliminaire
| Équipe 1 | Résultat | Équipe 2               | Aller | Retour | Appui |
| -------- | -------- | ---------------------- | ----- | ------ | ----- |
| Jamaïque | 3 - 1    | République dominicaine | 1 - 0 | 2 - 1  | -     |
| Barbade  | 2 - 4    | Trinité-et-Tobago      | 1 - 1 | 0 - 0  | 1 - 3 |

##### Premier tour
| Équipe 1            | Résultat | Équipe 2          | Aller | Retour | Appui |
| ------------------- | -------- | ----------------- | ----- | ------ | ----- |
| Cuba                | 5 - 2    | Jamaïque          | 1 - 0 | 0 - 1  | 4 - 1 |
| Guyane néerlandaise | 3 - 1    | Trinité-et-Tobago | 2 - 0 | 1 - 1  | -     |

##### Second tour
| Équipe 1            | Résultat | Équipe 2 | Aller | Retour |
| ------------------- | -------- | -------- | ----- | ------ |
| Guyane néerlandaise | 1 - 7    | Cuba     | 0 - 1 | 1 - 6  |

#### Tournoi final
| Rang | Équipe    | Pts | J | G | N | P | Bp | Bc | Diff |  | Résultats (▼ dom., ► ext.) |     |     |     |
| ---- | --------- | --- | - | - | - | - | -- | -- | ---- |  | -------------------------- | --- | --- | --- |
| 1    | Mexique   | 5   | 4 | 2 | 1 | 1 | 11 | 7  | +4   |  | Mexique                    |     | 4-1 | 4-2 |
| 2    | Guatemala | 4   | 4 | 1 | 2 | 1 | 6  | 8  | -2   |  | Guatemala                  | 3-2 |     | 1-1 |
| 3    | Cuba      | 3   | 4 | 0 | 3 | 1 | 5  | 7  | -2   |  | Cuba                       | 1-1 | 1-1 |     |

### Asie (AFC) / Océanie (OFC)
La phase de qualification asiatique a été jouée entre le 20 août 1975 et le 28 avril 1976 en trois groupes. Un groupe de cinq équipes ayant désigné le vainqueur, et premier qualifié, au terme d'une compétition à match unique contre chacun des adversaires a eu lieu à Téhéran en Iran. Les deux équipes les mieux placées d'un second groupe de cinq équipes au terme d'une compétition à match unique contre chacun des adversaires, disputée à Jakarta en Indonésie, se sont rencontrées dans une finale supplémentaire désignant le deuxième pays qualifié. Un troisième groupe de trois équipes, ayant nécessité un tour préliminaire, où les rencontres ont été disputées en match aller-retour a désigné la troisième nation placée pour le tournoi final des Jeux olympiques d'été de 1976. Au terme de cette phase éliminatoire, l'Iran, la Corée du Nord et Israël ont gagné le droit de disputer le tournoi olympique.

#### Groupe 1
Le tournoi final a été disputé à Téhéran en Iran du 20 au 29 août 1975. Le Liban s'est retiré le 14 août 1975 et le Koweït fut autorisé à le remplacer, malgré une inscription tardive. Par contre, la participation du Sri Lanka fut rejetée pour la même raison.

##### Tour final
| Rang | Équipe          | Pts     | J       | G       | N       | P       | Bp      | Bc      | Diff    |  | Résultats (▼ dom., ► ext.) |  |     |     |     |     |
| ---- | --------------- | ------- | ------- | ------- | ------- | ------- | ------- | ------- | ------- |  | -------------------------- |  | --- | --- | --- | --- |
| 1    | Iran            | 7       | 4       | 3       | 1       | 0       | 8       | 1       | +7      |  | Iran                       |  | 1-1 | 1-0 | 3-0 | 3-0 |
| 2    | Koweït          | 5       | 4       | 2       | 1       | 1       | 8       | 6       | +2      |  | Koweït                     |  |     | 1-2 | 4-2 | 2-1 |
| 3    | Irak            | 4       | 4       | 2       | 0       | 2       | 6       | 4       | +2      |  | Irak                       |  |     |     | 0-2 | 4-0 |
| 4    | Arabie saoudite | 4       | 4       | 2       | 0       | 2       | 5       | 7       | -2      |  | Arabie saoudite            |  |     |     |     | 1-0 |
| 5    | Bahreïn         | 0       | 4       | 0       | 0       | 4       | 1       | 10      | -9      |  | Bahreïn                    |  |     |     |     |     |
| -    | Liban           | Forfait | Forfait | Forfait | Forfait | Forfait | Forfait | Forfait | Forfait |  |                            |  |     |     |     |     |
| -    | Sri Lanka       | Forfait | Forfait | Forfait | Forfait | Forfait | Forfait | Forfait | Forfait |  |                            |  |     |     |     |     |

#### Groupe 2
Le tournoi final a été disputé à Jakarta en Indonésie du 15 au 26 février 1976. L'Australie, le Bangladesh, l'Inde et la Thaïlande déclarent tous forfait.

##### Tour préliminaire
| Équipe 1                  | Résultat | Équipe 2          | Aller | Retour |
| ------------------------- | -------- | ----------------- | ----- | ------ |
| Papouasie-Nouvelle-Guinée | -        | Australie forfait | -     | -      |

##### Premier tour
| Rang | Équipe                    | Pts     | J       | G       | N       | P       | Bp      | Bc      | Diff    |  | Résultats (▼ dom., ► ext.) |  |     |     |     |      |
| ---- | ------------------------- | ------- | ------- | ------- | ------- | ------- | ------- | ------- | ------- |  | -------------------------- |  | --- | --- | --- | ---- |
| 1    | Corée du Nord             | 8       | 4       | 4       | 0       | 0       | 10      | 1       | +9      |  | Corée du Nord              |  | 2-1 | 2-0 | 2-0 | 4-0  |
| 2    | Indonésie                 | 5       | 4       | 2       | 1       | 1       | 11      | 5       | +6      |  | Indonésie                  |  |     | 2-1 | 0-0 | 8-2  |
| 3    | Malaisie                  | 4       | 4       | 2       | 0       | 2       | 17      | 5       | +12     |  | Malaisie                   |  |     |     | 6-0 | 10-1 |
| 4    | Singapour                 | 3       | 4       | 1       | 1       | 2       | 7       | 12      | -5      |  | Singapour                  |  |     |     |     | 7-4  |
| 5    | Papouasie-Nouvelle-Guinée | 0       | 4       | 0       | 0       | 4       | 7       | 29      | -22     |  | Papouasie-Nouvelle-Guinée  |  |     |     |     |      |
| -    | Bangladesh                | Forfait | Forfait | Forfait | Forfait | Forfait | Forfait | Forfait | Forfait |  |                            |  |     |     |     |      |
| -    | Inde                      | Forfait | Forfait | Forfait | Forfait | Forfait | Forfait | Forfait | Forfait |  |                            |  |     |     |     |      |
| -    | Thaïlande                 | Forfait | Forfait | Forfait | Forfait | Forfait | Forfait | Forfait | Forfait |  |                            |  |     |     |     |      |

##### Finale
| Équipe 1      | Résultat         | Équipe 2  |
| ------------- | ---------------- | --------- |
| Corée du Nord | 0 - 0 ap (5 - 4) | Indonésie |

#### Groupe 3
Le tournoi final a été disputé en matches aller-retour du 21 mars au 28 avril 1976. Le Sud-Vietnam déclare forfait en raison de la Guerre du Viêt Nam (1955-1975), à peine achevée.

##### Tour préliminaire
| Équipe 1 | Résultat | Équipe 2            | Aller | Retour |
| -------- | -------- | ------------------- | ----- | ------ |
| Japon    | 6 - 0    | Philippines         | 3 - 0 | 3 - 0  |
| Taïwan   | 0 - 5    | Corée du Sud        | 0 - 2 | 0 - 3  |
| Israël   | -        | Sud-Vietnam forfait | -     | -      |

##### Tour final
| Rang | Équipe       | Pts | J | G | N | P | Bp | Bc | Diff |  | Résultats (▼ dom., ► ext.) |     |     |     |
| ---- | ------------ | --- | - | - | - | - | -- | -- | ---- |  | -------------------------- | --- | --- | --- |
| 1    | Israël       | 7   | 4 | 3 | 1 | 0 | 10 | 2  | +8   |  | Israël                     |     | 0-0 | 4-1 |
| 2    | Corée du Sud | 4   | 4 | 1 | 2 | 1 | 5  | 5  | 0    |  | Corée du Sud               | 1-3 |     | 2-2 |
| 3    | Japon        | 1   | 4 | 0 | 1 | 3 | 3  | 11 | -8   |  | Japon                      | 0-3 | 0-2 |     |

### Afrique (CAF)
Le tournoi africain de qualifications pour les Jeux olympiques d’été de 1976 s’est déroulé sur trois tours entre le 23 février 1975 et le 18 avril 1976. Les trois qualifiés au tournoi olympique ont été déterminés au terme de trois rondes répartissant les 24 nations inscrites au départ, à l'issue d'un système à élimination directe disputé en match aller-retour, en jouant si nécessaire une prolongation de deux fois 15 minutes en cas d'égalité parfaite au score cumulé, car la règle des buts marqués à l'extérieur n'est pas en vigueur, ainsi qu'une séance de tirs au but si les deux équipes sont toujours à égalité à la fin des prolongations. Après le troisième tour, le Ghana, le Nigeria et la Zambie se sont qualifiés pour le tournoi olympique, qu'ils ont toutefois boycotté.

#### Premier tour
| Équipe 1   | Résultat | Équipe 2           | Aller | Retour |
| ---------- | -------- | ------------------ | ----- | ------ |
| Maroc      | 3 - 1    | Libye              | 2 - 1 | 1 - 0  |
| Zaïre      | 6 - 2    | Haute-Volta        | 4 - 1 | 2 - 1  |
| Ghana      | 10 - 1   | Liberia            | 6 - 0 | 4 - 1  |
| Gambie     | 0 - 7    | Guinée             | 0 - 1 | 0 - 6  |
| Égypte     | 1 - 2    | Soudan             | 1 - 1 | 0 - 1  |
| Zambie     | 9 - 0    | Maurice            | 5 - 0 | 4 - 0  |
| Algérie    | 2 - 3    | Tunisie            | 1 - 1 | 1 - 2  |
| Mauritanie | 0 - 7    | Mali               | 0 - 1 | 0 - 6  |
| Éthiopie   | 0 - 3    | Tanzanie           | 0 - 0 | 0 - 3  |
| Togo       | 1 - 2    | Sénégal            | 1 - 1 | 0 - 1  |
| Malawi     | -        | Madagascar forfait | -     | -      |
| Nigeria    | -        | Cameroun forfait   | -     | -      |

#### Deuxième tour
| Équipe 1 | Résultat      | Équipe 2     | Aller | Retour              |
| -------- | ------------- | ------------ | ----- | ------------------- |
| Malawi   | 2 - 5         | Zambie       | 1 - 1 | 1 - 4               |
| Tanzanie | 1 - 2         | Soudan       | 1 - 0 | 0 - 2               |
| Tunisie  | 0 - 2         | Maroc        | 0 - 1 | 0 - 1               |
| Sénégal  | 3 - 3 (5 - 4) | Zaïre        | 3 - 1 | 0 - 2 ap (5 - 4)tab |
| Guinée   | 3 - 6         | Ghana        | 1 - 0 | 2 - 6               |
| Nigeria  | -             | Mali forfait | -     | -                   |

#### Troisième tour
| Équipe 1 | Résultat      | Équipe 2 | Aller | Retour              |
| -------- | ------------- | -------- | ----- | ------------------- |
| Sénégal  | 1 - 2         | Ghana    | 0 - 0 | 1 - 2               |
| Zambie   | 2 - 2 (5 - 4) | Soudan   | 2 - 2 | 0 - 0 ap (5 - 4)tab |
| Nigeria  | 3 - 2         | Maroc    | 3 - 1 | 0 - 1               |